# Réchimond
Réchimond (en espagnol Requimundo) était le roi du nord du royaume suève de 459 jusqu'à sa mort en 463, date à laquelle il fut détrôné par Rémismond.

## Biographie
Il règne uniquement sur le nord du royaume, alors que le sud est sous la domination de Frumaire.
L'entier de son règne est une succession de guerres contre ses deux concurrents, Rémismond et Frumaire. Sa mort et celle de Frumaire permirent l'unification du royaume entre les mains de Rémismond en 463.

### Sources
- en:Richimund